# Almindelig tretorn
Almindelig tretorn (Gleditsia triacanthos) er et middelstort, løvfældende træ. Væksten er først slank, men senere bliver den skærmformet. Hovedstammen er tilbøjelig til at danne tveger. grenene er uregelmæssige, næsten vandrette med opadbøjede spidser. Tretorn kendes bedst på de forgrenede torne.

## Beskrivelse
Barken er først glat og olivengrøn med lange, let krumme torne. Bliver derefter lysegrå med fine, langsgående striber. Til sidst er barken grå og ganske svagt furet. På alle grene og også på stammen dannes glinsende brune, sylespidse torne med sidetorne. Ofte sidder de endda i tætte bundter. Knopperne sidder spredt. De er ganske små og findes som kegleformede forhøjninger oven over bladarrene. Løvspringet sker meget sent. 
Bladene er fjersnitdelte og ligefinnede. Småbladene er smalt ægformede med hel rand inderst og rundtakket rand yderst. Over- og undersiderne er ensartede lysegrønne, men oversiden er mest blank. Høstfarven er smørgul, og løvfaldet sker meget tidligt. Hanblomsterne sidder hver for sig på hårede stilke, mens hunblomsterne sidder i klaser. Begge typer blomster er gulgrønne og klokkeformede. Frugterne er lange, gulgrønne, senere brune bælge. Frøene modner ikke her i landet.
Hovedroden er en kraftig pælerod, og ligesom de få siderødder når den langt ned, hvis ellers jorden er luftig nok. I de fleste tilfælde er danske jorde dog for dårligt drænede og for fugtige til, at træet får en ordentlig rod.
Højde x bredde og årlig tilvækst: 20 x 7 meter (30 x 20 centimeter/år) – dette gælder dog kun i hjemlandet. Her bliver træet måske højst 10 x 5 meter!.

## Hjemsted
Almindelig tretorn stammer fra det østlige og centrale USA, hvor den vokser på varme, tørre og kalkholdige bjergskråninger som del af de blandede løvskove ind mod prærien. 
I nærheden af Indianapolis findes den fx voksende sammen med blandt andre hvidelm, amerikansk nældetræ, sølvløn, hvidask, skarlagenhvidtjørn, sort valnød, klatrevildvin og amerikansk konval, men i øvrigt betragtes den dér som en aggressiv pionerart, som er et landskabsukrudt.
- Almindelig tretorn - Gleditsia triacanthos

| Portal | Portal:Botanik |